# 霍爾盧平
50°44′18″N 25°39′51″E / 50.73833°N 25.66417°E
霍爾盧平（烏克蘭語：Хорлупи），是烏克蘭的村落，位於該國西部沃倫州，由盧茨克區負責管轄，始建於1562年，面積2.87平方公里，海拔高度227米，2001年人口711，人口密度每平方公里247.74人。